# Briwaracetam
Briwaracetam – organiczny związek chemiczny, lek przeciwpadaczkowy zbliżony pod względem struktury i mechanizmu działania do lewetyracetamu, w porównaniu do którego osiąga skuteczność kliniczną przy niższych dawkach. W 2016 został zaakceptowany przez Europejską Agencje Leków ze wskazaniem w terapii wspomagającej w leczeniu padaczki u pacjentów powyżej 16. roku życia. Dostępny pod nazwą handlową Briviact.